# Acusación federal contra Donald Trump
Estados Unidos contra Donald J. Trump, et al. es un caso penal federal pendiente contra Donald Trump, el presidente número 45 de los Estados Unidos, y su asistente personal, Walt Nauta. La acusación del gran jurado, con 37 cargos de delitos graves contra Trump relacionados con su supuesto mal manejo de documentos clasificados después de su presidencia, fue presentada el 8 de junio de 2023, en la corte federal de distrito en Miami, por la oficina de investigación del fiscal especial Jack Smith. Treinta y uno de los cargos caen bajo la Ley de Espionaje, y otros cargos incluyen hacer declaraciones falsas y participar en una conspiración para obstruir a la justicia. El caso marca la primera acusación federal contra un expresidente de los Estados Unidos.
Durante su lectura de cargos el 13 de junio, Trump se declaró inocente de todos los cargos.

## Antecedentes
Según la Ley de Registros Presidenciales, los documentos presidenciales deben transferirse a la Administración Nacional de Archivos y Registros (NARA) al final del mandato del presidente. El mandato de Trump finalizó en enero de 2021. En mayo de 2021, NARA se dio cuenta de la falta de documentos de la Administración de Trump y comenzó un esfuerzo para recuperar documentos llevados incorrectamente a la residencia de Trump en Mar-a-Lago y The Bedminster Club. Más tarde, el FBI descubrió evidencia de que Trump estuvo personalmente involucrado en hacer que se llevaran los documentos.

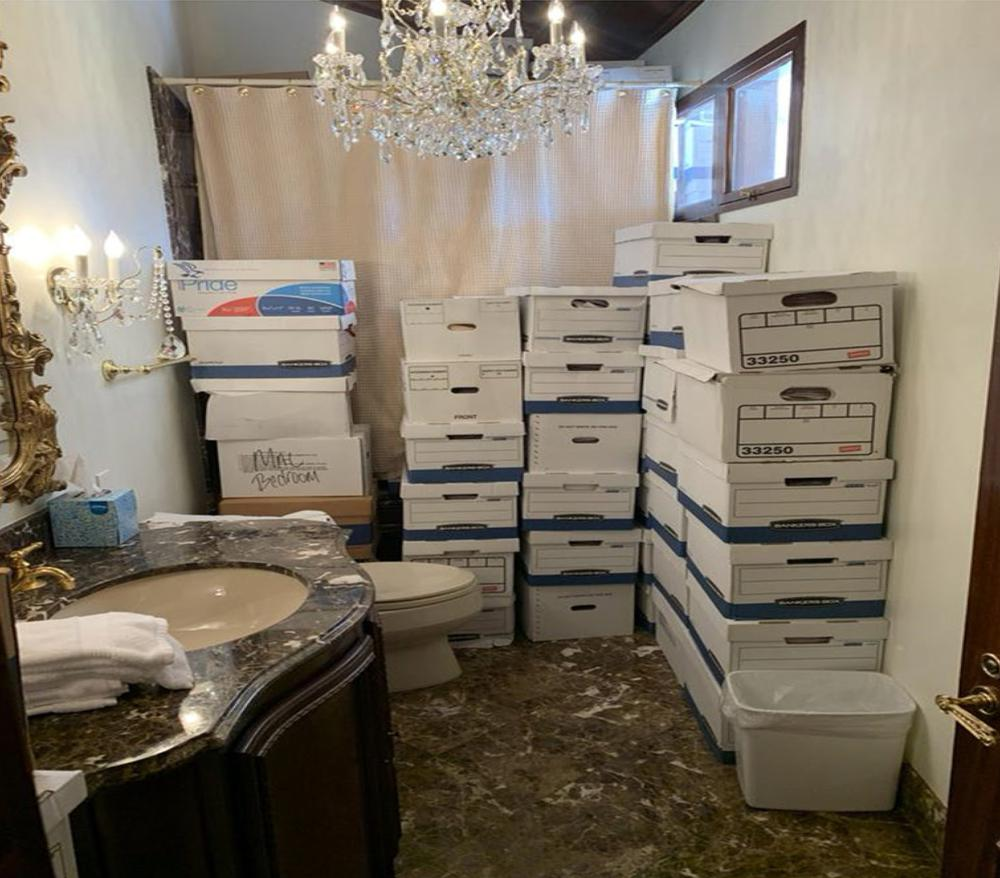
Cajas de documentos clasificados almacenadas en un baño en Mar-a-Lago.

Después de exigir repetidamente la devolución de documentos del equipo de Trump y advertirles de una posible remisión al Departamento de Justicia, NARA recuperó 15 cajas de documentos en enero de 2022. NARA descubrió que las cajas contenían material clasificado y notificó al Departamento de Justicia el 9 de febrero de 2022, lo que llevó a la investigación del FBI sobre el manejo de documentos gubernamentales por parte de Donald Trump a partir del 30 de marzo de 2022. En mayo de 2022, un gran jurado emitió una citación para recuperar cualquier documento restante en posesión de Trump, y Trump certificó que devolvería todos los documentos restantes el 3 de junio de 2022. Luego, el FBI obtuvo evidencia de que Trump no había cumplido con la citación y todavía poseía documentos adicionales, y que intencionalmente había movido documentos para ocultarlos de sus abogados y del FBI después de que se emitió la citación.
Esto condujo al allanamiento del FBI en Mar-a-Lago el 8 de agosto de 2022, en la que el FBI recuperó más de 13 000 documentos gubernamentales, 325 de los cuales estaban clasificados, algunos relacionados con secretos de defensa nacional cubiertos por la Ley de Espionaje. Los documentos se habían almacenado en el baño, la ducha, el salón de baile, el almacén, la oficina y el dormitorio de Trump. El caso Trump v. Estados Unidos surgió de la búsqueda, que condujo brevemente a la designación de un fiscal especial para revisar los materiales incautados antes de que se anulara la designación.
En noviembre de 2022, la investigación del FBI pasó a manos de un fiscal especial, bajo la dirección de Jack Smith, un fiscal especial designado por el fiscal general de los Estados Unidos, Merrick Garland.

## Acusación
El gran jurado entregó la acusación sellada el 8 de junio de 2023. La acusación se abrió al día siguiente y el fiscal especial Jack Smith hizo una breve declaración en la que enfatizaba la gravedad de los cargos, al tiempo que presumía la inocencia de los acusados y afirmaba que su oficina buscaría un juicio rápido.
Sus 37 cargos contra Trump y 6 contra Walt Nauta incluyen retener deliberadamente información de defensa nacional en violación de la Ley de Espionaje, hacer declaraciones falsas, obstrucción de la justicia y conspiración.
Trump (37 cargos):
- 31 cargos de retención y no entrega de documentos de defensa nacional bajo la Ley de Espionaje.
  - Cada uno de estos cargos es un documento separado. Según la acusación, incluyen documentación de armas nucleares estadounidenses; ataques, planes, capacidades y efectos militares extranjeros sobre los intereses de los Estados Unidos; capacidades nucleares extranjeras; apoyo extranjero a la actividad terrorista; comunicaciones con líderes extranjeros; actividades militares de Estados Unidos; y sesiones informativas diarias de inteligencia extranjera de la Casa Blanca.
- 5 cargos relacionados con conspiración para obstruir la justicia y retención de documentos y registros.[10]
- 1 cargo de hacer declaraciones falsas.

Nauta (6 cargos):
- 5 cargos relacionados con conspiración para obstruir la justicia y retención de documentos y registros.[10]
- 1 cargo de hacer declaraciones falsas.

La acusación alegaba que los documentos clasificados que Trump retuvo incluían información sobre las capacidades de defensa y armas tanto de Estados Unidos como de países extranjeros; programas nucleares de los Estados Unidos; vulnerabilidades potenciales de los Estados Unidos y sus aliados a un ataque militar; y planes para posibles represalias en respuesta a un ataque extranjero.
La acusación incluía varias fotografías que mostraban que Trump había almacenado cajas que contenían información clasificada en un salón de baile, un baño y una ducha, y oficinas, su dormitorio y una sala de almacenamiento en Mar-a-Lago.
La acusación incluye transcripciones de grabaciones de audio que dice son de Trump mostrando un plan de ataque militar estadounidense clasificado (el nombre del país objetivo está tapado) a un editor de libros, escritor y dos miembros del personal en julio de 2021, mientras dice que no pudo desclasificar el documento por más tiempo. Los informes noticiosos decían que el país objetivo era Irán, y Trump lo mostraba en el contexto de quejas de que el general Mark Milley, presidente del Estado Mayor Conjunto, lo había retratado injustamente ante los medios.
La acusación también alega que en el otoño de 2021, Trump mostró un mapa militar clasificado a un representante de su comité de acción política que no tenía autorización de seguridad. Además, acusa que Trump tomó medidas para conservar documentos clasificados que sabía que no podía porque habían sido citados.

### Lectura de cargos
Cuando los abogados de Trump, Jim Trusty y John Rowley, renunciaron el día después de la acusación, Trump estuvo representado por Todd Blanche, exfiscal federal adjunto en la oficina del fiscal federal de Manhattan, quien también representa a Trump en su procesamiento por parte del fiscal de distrito de Manhattan.
La jueza federal Aileen Cannon, quien fue nombrada jueza por Trump en 2020, fue asignada al azar para presidir el caso. Cannon emitió previamente fallos sin precedentes favorables a Trump en 2022 que bloquearon temporalmente las investigaciones del FBI y del fiscal especial. Los fallos fueron criticados por juristas, y un panel de la Corte de Apelaciones del Undécimo Circuito de los Estados Unidos los anuló por unanimidad y escribió: "No podemos escribir una regla que permita que cualquier sujeto de una orden de allanamiento bloquee las investigaciones del gobierno después de la ejecución de la orden. Tampoco podemos redactar una regla que permita hacerlo solo a los expresidentes".
Trump llegó a Miami el día antes de su lectura de cargos. En su comparecencia del 13 de junio, Trump se declaró inocente de los 37 cargos. Blanche presentó la declaración de no culpabilidad en su nombre.  Trump y Nauta fueron liberados. Trump recibió instrucciones de no hablar con ningún testigo sobre el caso, incluido Nauta.

## Reacciones

### Trump
Después de la acusación, Trump y sus aliados dentro del Partido Republicano intensificaron los ataques verbales contra el FBI, el Departamento de Justicia y los fiscales federales, a quienes Trump denunció en un discurso ante el Partido Republicano de Georgia como "cobardes", "fascistas y matones" y " fuerzas siniestras".

### Republicanos
Muchos republicanos del Congreso respondieron a la acusación afirmando que Trump estaba siendo atacado con fines políticos por un Departamento de Justicia politizado o "armado" en favor del presidente Joe Biden. Estas reacciones republicanas se hicieron eco de sus reacciones similares a la primera acusación de Trump, en la corte del estado de Nueva York. El mismo Trump hizo tales afirmaciones tanto antes como después de su acusación federal. Los aliados de Trump que apoyaron al expresidente después de la acusación incluyeron a los líderes republicanos de la Cámara (el presidente Kevin McCarthy, el líder de la mayoría Steve Scalise y la presidenta de la conferencia republicana Elise Stefanik), así como el senador J. D. Vance.
La mayoría de los miembros del equipo de liderazgo republicano del Senado, incluido el líder de la minoría Mitch McConnell y el látigo de la minoría John Thune, guardaron silencio sobre la acusación. El senador Mitt Romney de Utah dijo en un comunicado que Trump "es responsable de estos cargos ... al negarse simplemente a devolverlos cuando se le dieron numerosas oportunidades para hacerlo".
Entre los críticos de Trump dentro del Partido Republicano, el exrepresentante estadounidense Adam Kinzinger escribió: "Hoy se está haciendo justicia. Nadie está por encima de la ley. El expresidente tendrá un juicio justo. El expresidente deberá rendir cuentas". El candidato presidencial republicano y exgobernador de Arkansas, Asa Hutchinson, emitió un comunicado en el que decía que Trump debería retirarse de la carrera presidencial. El exfiscal general de la administración Trump, William Barr, dijo que era "ridículo" presentar a Trump como víctima de una "cacería de brujas" y también dijo: "Es una acusación muy detallada. Y es muy, muy condenatoria ... No es una víctima aquí".
Después de la lectura de cargos de Trump el 13 de junio, Fox News transmitió el discurso de respuesta que Trump hizo en su casa de Bedminster, con una pantalla dividida del presidente Joe Biden hablando simultáneamente en la Casa Blanca. El quirón en la pantalla de Fox News decía: "Aspirante a dictador habla en la Casa Blanca después de que arrestaran a su rival político".

### Demócratas
Los principales líderes demócratas en el Congreso, el líder de la mayoría en el Senado, Chuck Schumer, y el líder de la minoría en la Cámara, Hakeem Jeffries, emitieron un comunicado en el que instaban tanto a los críticos como a los partidarios de Trump a dejar que el caso "prosiga pacíficamente". El presidente Biden se negó a comentar sobre la acusación.